# Кантагало
Кантагало је дистрикт у Сао Томе и Принсипе. Четврти је од седам дистрикта по броју становника 2004. године и простире се на око 119 km². Главни град дистрикта је Сантана.

## Становништво дистрикта
- 1940 7.854 (12,9% укупне популације државе)
- 1950 8.568 (14,2% укупне популације државе)
- 1960 9.758 (15,2% укупне популације државе)
- 1970 9.697 (13,1% укупне популације државе)
- 1981 10.435 (10,8% укупне популације државе)
- 1991 11.433 (9,7% укупне популације државе)
- 2001 13.258 (9,6% укупне популације државе)